# Bomaderry (Nouvelle-Galles du Sud)
Bomaderry est une ville australienne située dans la zone d'administration locale de Shoalhaven, en Nouvelle-Galles du Sud.

## Géographie
Bomaderry est située sur la rive nord du fleuve Shoalhaven, dans la région de la Côte Sud au sud-est de la Nouvelle-Galles du Sud, à 170 km au sud de Sydney. Elle forme une seule agglomération avec la ville voisine de Nowra, sur la rive sud du fleuve.
Elle est établie au centre d'une région agricole prospère avec l'élevage de vaches laitières et la production de bois mais devient de plus en plus une zone de résidence secondaire pour les habitants de Sydney et de Canberra.

## Démographie
| 2006  | 2011  | 2016  | 2021  |
| ----- | ----- | ----- | ----- |
| 6 601 | 6 566 | 6 661 | 6 738 |